# Starlet (Film)
Starlet ist ein US-amerikanischer Independent-Film aus dem Jahr 2012. Die Regie führte Sean Baker, der gemeinsam mit Chris Bergoch das Drehbuch schrieb. In den Hauptrollen sind Dree Hemingway und Besedka Johnson zu sehen.

## Handlung
Die Pornodarstellerin Jane lebt in Los Angeles in einer Wohngemeinschaft mit ihrer Kollegin Melissa und deren Freund Mikey. Eines Tages kauft sie bei einem Yard Sale von der Seniorin Sadie eine Thermoskanne, in der sie später 10.000 Dollar findet. Nach einer ausgiebigen Shopping-Tour bekommt Jane ein schlechtes Gewissen und versucht, sich mit Sadie anzufreunden, was nach anfänglichen Schwierigkeiten auch gelingt. Sadie erzählt Jane, dass sie die Witwe eines Berufsspielers ist, der ihr ein kleines Vermögen hinterließ.
Als Jane eines Tages zu einer Erotikmesse muss, bittet sie Sadie, auf ihren Chihuahua Starlet aufzupassen. Nachdem Sadie der Hund weggelaufen ist und sie große Probleme hatte, ihn wieder zu finden, beschließt sie, die Beziehung zu Jane abzubrechen. Die gibt sich damit aber nicht zufrieden und kauft zwei Flugtickets nach Paris, einer Stadt, die Sadie liebt, obwohl sie noch nie dort war.
Melissa, die inzwischen das Geld in Janes Zimmer gefunden hatte und ahnt, woher es stammt, ist wütend, dass Jane es nicht für sie ausgibt, sondern für Sadie. Sie fährt zu Sadie, erzählt ihr, was es mit dem Geld auf sich hat, und dass Jane nur aus Mitleid den Kontakt zu Sadie sucht. Trotzdem beschließt Sadie, mit Jane nach Paris zu fliegen. Zuvor fahren beide zum Grab des verstorbenen Ehemannes Sadies und Jane erfährt, dass diese zudem eine früh verstorbene Tochter hatte.

## Hintergrund
Starlet wurde im San Fernando Valley in Van Nuys und Chatsworth gedreht. Die Uraufführung fand am 11. März 2012 auf dem South by Southwest Film Festival statt. In den Vereinigten Staaten kam der Film am 9. November 2012 in die Kinos, in Deutschland am 9. Mai 2013.

## Rezeption
Nach Angaben der Filmwebseite Rotten Tomatoes hinterließen 88 Prozent der 43 untersuchten Filmkritiken ein positives Urteil.

„Der Film begleitet das sich entwickelnde Mutter-Tochter-Verhältnis, in dem ziellos-schweifenden, auf keine dramaturgische Zuspitzung abzielenden Modus, der auch den Tagesablauf der Protagonisten prägt. Ohne das Handwerk seiner Figur zu skandalisieren, sondern ganz unaufgeregt erkundet der Film dabei das Leben im sonnendurchfluteten, aber gänzlich unglamourös gezeigten ‚Porn Valley‘.“

## Auszeichnungen
Hamptons International Film Festival 2012
- Breakthrough Performer für Dree Hemingway

Locarno International Film Festival 2012
- Junior Jury Award in der Kategorie International Competition für Sean Baker

Reykjavík International Film Festival 2012
- Fipresci Award für Sean Baker

South by Southwest Film Festival 2012
- Special Jury Award in der Kategorie Narrative Competition für Besedka Johnson

Independent Spirit Awards 2013
- Robert Altman Award